# Nello
nello war ein kostenpflichtiger Onlinedienst zur Übertragung und Aufnahme von TV- und Radiokanälen. Je nach gewünschter Senderanzahl und Abodauer waren diverse Sets mit verschiedenen Kanälen verfügbar. Das Bildverhältnis ließ sich standardmäßig individuell anpassen (4:3 oder 16:9), zudem war ein Weichzeichner für bessere Bildqualität und eine Aufnahmefunktion im Grundset enthalten.
Da nello kostenpflichtig war, gab es keine Werbeunterbrechungen beim Start und bei Senderwechsel. Der Dienst von nello wurde über den Browser als Flash-Stream mit H.264-Standard empfangen.
Auf nello konnten Sendungen über die inbegriffene Recording-Funktion aufgezeichnet und heruntergeladen werden.
Das im Jahr 2004 gegründete ADSL.TV war das erste Schweizer Streamingportal für Echtzeit-Fernsehen. Aus einer Weiterentwicklung von ADSL.TV ging im Jahr 2008 das Portal nello hervor. Das Portal wurde Ende März 2020 eingestellt.